# Kelly Reilly
Jessica Kelly Siobhán Reilly, nota semplicemente come Kelly Reilly (Londra, 18 luglio 1977), è un'attrice britannica.
La sua interpretazione in After Miss Julie al Donmar Warehouse l'ha resa una star dei palcoscenici londinesi e le è valsa una candidatura al Laurence Olivier Award come miglior attrice del 2003.
È nota al pubblico del grande schermo soprattutto per aver interpretato la parte di Wendy nel film  L'appartamento spagnolo (2002) di Cédric Klapisch e nei sequel Bambole russe (2005) e Rompicapo a New York (2013), sempre dello stesso regista.

## Biografia
Di origini irlandesi, Kelly Reilly è nata e cresciuta a Chessington, nel borgo londinese di Kingston upon Thames, figlia di una segretaria ospedaliera e di Jack Kelly, un ufficiale di polizia in pensione. Ha frequentato la Tolworth Girls 'School di Kingston, dove ha studiato recitazione ottenendo un GCSE (General Certificate of Secondary Education ). La Reilly scrisse ai produttori del dramma televisivo Prime Suspect per chiedere un lavoro e sei mesi dopo fece un provino per un ruolo in un episodio di Prime Suspect 4: Inner Circle che è stato trasmesso su ITV il 7 maggio 1995.
Il suo primo ruolo professionale è stato seguito da una serie di parti sul palcoscenico inglese. Ha lavorato con Terry Johnson in quattro produzioni: Elton John’s Glasses (1997), The London Cuckolds (1998), The Graduate (2000) e Piano/Forte (2006). Johnson aveva scritto Piano/Forte per lei dicendo: "Kelly è forse l'attrice più naturale, convinta e profonda con cui abbia mai lavorato". La Reilly ha dichiarato di aver imparato moltissimo come attrice da Karel Reisz, che l'ha diretta in The Yalta Game a Dublino nel 2001. Ha detto: "Era la mia lectio magistralis. Non avrei potuto fare Miss Julie se non avessi fatto quella commedia."  Nel 2000 Reilly sentiva di essere scelta solo per ruoli comici e cercò attivamente un ruolo come la giovane Amy di L'ultimo bicchiere, diretto da Fred Schepisi.
A questo fece seguito un ruolo nella replica del 2001 del Royal Court di Blasted di Sarah Kane, che il Times definì "Viagra teatrale". Nel 2001 è apparsa di nuovo al fianco di Helen Mirren nel film L'ultimo bicchiere. Nel 2002 Reilly recitò al fianco di Audrey Tautou e Romain Duris nel ruolo di Wendy, una studentessa Erasmus inglese, nella commedia francese L'Auberge espagnole (L'appartamento spagnolo) di Cédric Klapisch. Riprese il suo ruolo nel sequel del 2005, Les Poupées russes (Bambole russe) e nel seguito del 2013, Casse-tête chinois (Rompicapo a New York), sempre dello stesso regista. Sempre nel 2005, Reilly ha avuto ruoli in film come Lady Henderson presenta e Orgoglio e pregiudizio. Per Bambole russe è stata candidata a un César come miglior attrice non protagonista. Ha ottenuto altri riconoscimenti per la sua interpretazione a fianco di Judi Dench in Lady Henderson presenta.
Il primo ruolo da protagonista di Reilly è arrivato nel 2008 nel film horror Eden Lake e, nel 2009, ha avuto un ruolo di alto profilo nella televisione britannica in prima serata in Above Suspicion. La Reilly è apparsa anche in tre film importanti: Sherlock Holmes, Triage, e Me and Orson Welles. Nel 2011 Reilly ha ripreso il ruolo di Mary Watson in Sherlock Holmes - Gioco di ombre. Nel 2012 è apparsa a fianco di Sam Rockwell in A Single Shot e ha avuto un ruolo da protagonista in Flight di Robert Zemeckis con Denzel Washington. Nel 2014 ha recitato con Greg Kinnear nel film Il paradiso per davvero e nel film di John Michael McDonagh Calvario. Lo stesso anno Reilly ha recitato nella serie ABC di breve durata Black Box, nei panni di Catherine Black, una famosa neuroscienziata che esplora e risolve i misteri del cervello (la scatola nera) mentre nasconde il suo disturbo bipolare al mondo.
Nel 2015 Reilly ha recitato nella seconda stagione di True Detective della HBO nei panni di Jordan Semyon, la moglie del personaggio di Vince Vaughn Frank Semyon. Lo stesso anno ha debuttato a Broadway con Clive Owen ed Eve Best nella commedia di Harold Pinter Old Times all'American Airlines Theatre. Nel 2016 ha avuto un ruolo come non protagonista in Tha Take. Nel 2017 Reilly ha interpretato la regina celtica Kerra, che affronta l'invasione romana della Gran Bretagna nella serie di Sky TV, Britannia. Kelly è stata scelta per il ruolo femminile da protagonista nella vasta serie americana in stile western Yellowstone, un dramma della Paramount Network che ha debuttato il 20 giugno 2018. Reilly interpreta Beth Dutton, figlia di John Dutton, interpretato da Kevin Costner. I personaggi di Reilly e Costner sono costantemente in guerra con diversi gruppi esterni che vogliono ottenere il controllo della terra della famiglia dei Dutton. 
Nel 2023 recita nel film Assassinio a Venezia a fianco di Kenneth Branagh. 

### Vita privata
Reilly è stata fidanzata con l'attore Jonah Lotan dal 2007 al 2009. Ha sposato Kyle Baugher, un finanziere, nel 2012, dopo due anni di fidanzamento.

## Riconoscimenti
L'interpretazione della Reilly in After Miss Julie al Donmar Warehouse l'ha resa una star del palcoscenico londinese e le è valsa una nomination per un Laurence Olivier Theatre Award for Best Actress del 2003. A 26 anni era la persona più giovane mai nominata per quel premio. Nel 2005 ha vinto il premio come miglior esordiente al Festival di Cannes per il ruolo di Wendy in Bambole russe. Nel 2006 Reilly ha vinto l'Empire Award come miglior esordiente per il suo ruolo nel film commedia britannico, Lady Henderson presenta. È stata nominata ancora una volta per un Olivier Award per la sua interpretazione di Desdemona nell'acclamata produzione di Othello al Donmar Warehouse nel 2009. Reilly è stata nominata come migliore attrice ai British Independent Film Awards per Eden Lake nel 2010. Ha vinto lo Spotlight Award all'Hollywood Film Festival 2012 per la sua interpretazione di Nicole in Flight.
Nel 2023 inoltre ha ricevuto una candidatura ai Critics’ Choice Awards ed ai Super Critics Choice Awards per il ruolo di Beth Dutton in Yellowstone.
| Anno | Premio                      | Categoria                                                    | Lavoro nominato         | Risultato       |
| ---- | --------------------------- | ------------------------------------------------------------ | ----------------------- | --------------- |
| 2005 | César Awards                | Best Actress                                                 | Bambole russe           | Candidato/a     |
| 2005 | Empire Awards               | Empire Award for Best Newcomer                               | Lady Henderson presenta | Vincitore/trice |
| 2005 | London Film Critics' Circle | London Film Critics' Circle for British Newcomer of the Year | Lady Henderson presenta | Vincitore/trice |
| 2005 | National Board of Review    | National Board of Review Award for Best Cast                 | Lady Henderson presenta | Vincitore/trice |

## Filmografia

### Cinema
- Maybe Baby, regia di Ben Elton (2000)
- Peaches, regia di Nick Grosso (2000)
- L'ultimo bicchiere (Last Orders), regia di Fred Schepisi (2001)
- Starched, regia di Cath Le Couteur (2001) - corto
- L'appartamento spagnolo (L'auberge espagnole), regia di Cédric Klapisch (2002)
- Dead Bodies, regia di Robert Quinn (2003)
- The Libertine, regia di Laurence Dunmore (2004)
- Bambole russe (Les poupées russes), regia di Cédric Klapisch (2005)
- Orgoglio e pregiudizio (Pride & Prejudice), regia di Joe Wright (2005)
- Lady Henderson presenta  (Mrs Henderson Presents), regia di Stephen Frears (2005)
- Puffball - L'occhio del diavolo (Puffball), regia di Nicolas Roeg (2007)
- Eden Lake, regia di James Watkins (2008)
- Me and Orson Welles, regia di Richard Linklater (2008)
- Triage, regia di Danis Tanović (2009)
- Sherlock Holmes, regia di Guy Ritchie (2009)
- Meant to Be - Un angelo al mio fianco (Meant to Be), regia di Paul Breuls (2010)
- Ti presento un amico, regia di Carlo Vanzina (2010)
- 1320, regia di Wolfgang Wünsch (2011)
- Citizen Gangster (Edwin Boyd), regia di Nathan Morlando (2011)
- Sherlock Holmes - Gioco di ombre (Sherlock Holmes: A Game of Shadows), regia di Guy Ritchie (2011)
- Flight, regia di Robert Zemeckis (2012)
- A Single Shot, regia di David M. Rosenthal (2013)
- Rompicapo a New York (Casse-tête chinois), regia di Cédric Klapisch (2013)
- Innocence, regia di Hilary Brougher (2013)
- Calvario (Calvary), regia di John M. McDonagh (2014)
- Il paradiso per davvero (Heaven Is for Real), regia di Randall Wallace (2014)
- Set Fire to the Stars, regia di Andy Goddard (2014)
- Bastille Day - Il colpo del secolo (Bastille Day), regia di James Watkins (2016)
- 10x10, regia di Suzi Ewing (2018)
- Eli, regia di Ciarán Foy (2019)
- The Cursed, regia di Sean Ellis (2021)
- Promises, regia di Amanda Sthers (2021)
- Assassinio a Venezia (A Haunting in Venice), regia di Kenneth Branagh (2023)
- Here, regia di Robert Zemeckis (2024)

### Televisione
- The Biz – serie TV, 1 episodio (1995)
- Prime Suspect - Omicidio di classe (Prime Suspect: Inner Circles), regia di Sarah Pia Anderson – film TV (1995)
- Ruth Rendell Mysteries – serie TV, 2 episodio (1996)
- Bramwell, regia di Paul Unwin – miniserie TV (1996)
- Poldark, regia di Richard Laxton – film TV (1996)
- Sharman – serie TV, 1 episodio (1996)
- Rebecca, regia di Jim O'Brien (1997)
- Pie in the Sky – serie TV, 1 episodio (1997)
- The History of Tom Jones, a Foundling, regia di Metin Hüseyin – miniserie TV (1997)
- Children of the New Forest, regia di Andrew Morgan – film TV (1998)
- Wonderful You, regia di Matt Lipsey – miniserie TV (1999)
- Sex 'n' Death, regia di Guy Jenkin – film TV (1999)
- The Safe House, regia di Simon Massey – film TV (2002)
- Poirot (Agatha Christie's Poirot) – serie TV, episodio 9x02 (2003)
- A for Andromeda, regia di John Strickland – film TV (2006)
- Joe's Palace, regia di Stephen Poliakoff – film TV (2007)
- He Kills Coppers, regia di Adrian Shergold – film TV (2008)
- Above Suspicion – serie TV, 2 episodi (2009)
- Above Suspicion 2: The Red Dahlia – serie TV, 3 episodi (2010)
- Above Suspicion: Deadly Intent – serie TV, 3 episodi (2011)
- Above Suspicion: Silent Scream – serie TV, 3 episodi (2012)
- Black Box – serie TV, 13 episodi (2014)
- True Detective – serie TV, 8 episodi (2015)
- Britannia – serie TV, 9 episodi (2018)
- Yellowstone – serie TV, 52 episodi (2018-2024)
- Greek Salad (Salade grecque), regia di Cédric Klapisch – miniserie TV (2023)

## Doppiatrici italiane
Nelle versioni in italiano delle opere in cui ha recitato, Kelly Reilly è stata doppiata da:
- Valentina Mari in L'ultimo bicchiere, L'appartamento spagnolo, Sherlock Holmes, Sherlock Holmes - Gioco di ombre, Flight, Rompicapo a New York, Eli
- Barbara De Bortoli in The Libertine, Ti presento un amico, Poirot, Il paradiso per davvero, Bastille Day - Il colpo del secolo
- Giò Giò Rapattoni in Bambole russe, Eden Lake
- Tiziana Avarista in Lady Anderson presenta, Here
- Chiara Colizzi in True Detective, Promises
- Francesca Manicone in Yellowstone, Assassinio a Venezia
- Domitilla D'Amico in Orgoglio e pregiudizio
- Georgia Lepore in Triage
- Daniela Calò in A Single Shot
- Benedetta Degli Innocenti in Calvario
- Ilaria Latini in Britannia